# دهکده شپارد (نیویورک)
دهکده شپارد (به انگلیسی: Shepard Settlement) یک منطقهٔ مسکونی در ایالات متحده آمریکا است که در شهرستان اونانداگا، نیویورک واقع شده‌است.